# Buccinum fringillum
Buccinum fringillum är en snäckart som beskrevs av Dall 1877. Buccinum fringillum ingår i släktet Buccinum och familjen valthornssnäckor. Inga underarter finns listade i Catalogue of Life.